# Miles Peregrine
Die Miles M.8 Peregrine war ein leichtes Transportflugzeug des britischen Herstellers Miles Aircraft.

## Entwicklung und Konstruktion
Die M.8 Peregrine (dt.: Wanderfalke) war das erste zweimotorige Flugzeug von Miles Aircraft. Es war ein Tiefdecker mit Einziehfahrwerk, der von zwei Sechszylinderreihenmotoren des Typs de Havilland Gipsy Six II angetrieben wurde. Im Flugzeug fanden zwei Besatzungsmitglieder und sechs Passagiere Platz. Der Prototyp wurde in der Fabrik in Woodley gebaut und absolvierte seinen Jungfernflug am 12. September 1936. Er wurde zum Schlesinger Race zwischen England und Johannesburg angemeldet, konnte aber nicht rechtzeitig fertiggestellt werden. Ende 1937 wurde er demontiert. Die Maschine zeigte zwar gute Flugleistungen, ging aber aufgrund der Auslastung der Fabrik mit der Fertigung der Miles Magister nicht in die Serienproduktion. Es wurde jedoch ein zweites Exemplar mit zwei Triebwerken des Typs Menasco Buccaneer B6S für das Royal Aircraft Establishment gebaut.

## Nutzung
Die Maschine mit der Seriennummer L6346 wurde für Experimente in Bezug auf laminare Strömungen und für den Einsatz als fliegendes Labor an das Royal Aircraft Establishment ausgeliefert.

## Betreiber
Vereinigtes Königreich
- Royal Aircraft Establishment

## Technische Daten
| Kenngröße             | Daten                                                |
| --------------------- | ---------------------------------------------------- |
| Besatzung             | 2                                                    |
| Passagiere            | 6                                                    |
| Länge                 | 32 ft (9,75 m)                                       |
| Spannweite            | 46 ft (14,02 m)                                      |
| Leermasse             | 3.000 lb (1.361 kg)                                  |
| max. Startmasse       | 5.200 lb (2.359 kg)                                  |
| Reisegeschwindigkeit  | 164 mph (264 km/h)                                   |
| Höchstgeschwindigkeit | 188 mph (303 km/h)                                   |
| Triebwerke            | 2 × de Havilland Gipsy Six II mit je 205 PS (151 kW) |